# 黄花街道
黄花街道，是中华人民共和国黑龙江省牡丹江市爱民区下辖的一个乡镇级行政单位。

## 行政区划
黄花街道下辖以下地区：
黄花小区社区、文化社区、韶山社区、耐火社区和黄花站社区。